# 允恭地震
允恭地震（いんぎょうじしん）は、『日本書紀』に記された記録の残る日本最古の歴史地震。

## 地震の記録
『日本書紀』允恭天皇5年7月14日（ユリウス暦416年8月22日、グレゴリオ暦8月23日）の条項に「地震（なゐふる）」の記述が登場する。
允恭天皇は先に玉田宿禰に反正天皇の殯を命じていたが、地震があった日の夜に尾張連吾襲に殯宮の様子を探らせたところ玉田宿禰だけがいなかった。玉田宿禰はこの時酒宴を開いており、尾張連吾襲を殺して武内宿禰の墓地に隠れた。允恭天皇が玉田宿禰を呼び出したところ衣の下に鎧を付けて参上したため捕えて殺したという。このようにこの地震の記事は政治的事件の発端として記されており、地震そのものの状況や被害の様子は記されていない。また武烈天皇8年（西暦506年）以前は日本暦が明らかでないため厳密に西暦には換算できず、西暦換算が416年であるかも疑わしいとの見方もある。
- 『日本書紀』巻第十三

『熊野年代記』にも諸国で大地震であったと記され、『豊浜町誌』にも讃岐国で地震があったことが記されているが、これらは『日本書紀』よりも遥か後世に記されたものであり出典や詳細は不明である。
- 『熊野年代記』

- 『豊浜町誌』

## 地震像
『大日本地震史料』は「河内国地震フ」としているが、これは地震記録が記された当時の都が河内国にあっただけのことであり、その震源が河内国であるか他国にあったかを知る由は無い。允恭天皇の皇居は遠飛鳥宮であるがこれは現・明日香村とも考えられている。
大森房吉は『本邦大地震概表』の冒頭に本地震を大地震の部に入れているが、今村明恒はこの地震の記録は次の推古地震まで約200年間に大地震の記述が一回も現れないとはいうものの、揺れの強度や家屋の倒壊に言及しておらず、殯殿に異状なきか否かが問題となる程度の地震と解釈され、大地震と分類することに異議を唱えている。

## なゐふる
国立国語研究所が1903年以前に生まれた人を対象にした言語調査では、「地震」を「ない」「なえ」などと発音する例が岩手、九州・沖縄に分布していることが確認された（方言周圏論）。
日本地震学会の広報誌は『なゐふる』である。